# Banyutus neuter
Banyutus neuter är en insektsart som beskrevs av Navás 1912. Banyutus neuter ingår i släktet Banyutus och familjen myrlejonsländor. Inga underarter finns listade i Catalogue of Life.